# NPC-12,626
NPC-12,626 je antagonist NMDA receptora.